# Adrian Galbas
Adrian Józef Galbas (ur. 26 stycznia 1968 w Bytomiu) – polski duchowny rzymskokatolicki, pallotyn, doktor nauk teologicznych w zakresie teologii duchowości, prowincjał księży pallotynów w Poznaniu w latach 2011–2019, biskup pomocniczy ełcki w latach 2020–2021, arcybiskup koadiutor katowicki w latach 2021–2023, arcybiskup metropolita katowicki w latach 2023–2024, administrator apostolski sede vacante diecezji sosnowieckiej w latach 2023–2024, arcybiskup metropolita warszawski od 2024, ordynariusz wiernych Kościołów wschodnich w Polsce niemających ordynariusza własnego Kościoła sui iuris od 2025.

## Życiorys
Urodził się 26 stycznia 1968 w Bytomiu. W 1987 wstąpił do Stowarzyszenia Apostolstwa Katolickiego. Pierwszą profesję złożył 29 września 1989, a śluby wieczyste 10 września 1993 w Zakopanem. W latach 1987–1993 studiował w Wyższym Seminarium Duchownym w Ołtarzewie. 7 maja 1994 został tam wyświęcony na prezbitera przez arcybiskupa Józefa Kowalczyka, nuncjusza apostolskiego w Polsce. W latach 1995–1998 studiował teologię i dziennikarstwo na Katolickim Uniwersytecie Lubelskim. W 2012 uzyskał doktorat z teologii duchowości na Uniwersytecie Kardynała Stefana Wyszyńskiego w Warszawie na podstawie dysertacji Duchowość komunijna Zjednoczenia Apostolstwa Katolickiego.
W latach 1994–1995 pracował jako wikariusz w parafii św. Michała Archanioła w Łodzi, a w latach 2003–2011 jako proboszcz w parafii św. Wawrzyńca w Poznaniu. W latach 1998–2002 był prefektem w Wyższym Seminarium Duchownym w Ołtarzewie. W latach 2002–2005 i 2008–2011 pełnił funkcję radcy w zarządzie prowincji Zwiastowania Pańskiego w Poznaniu, a w latach 2002–2003 zajmował stanowisko sekretarza ds. Apostolstwa w Częstochowie. W latach 2011–2019 był przełożonym prowincji Zwiastowania Pańskiego w Poznaniu.
12 grudnia 2019 papież Franciszek mianował go biskupem pomocniczym diecezji ełckiej ze stolicą tytularną Naissus. Święcenia biskupie przyjął 11 stycznia 2020 w katedrze św. Wojciecha w Ełku. Głównym konsekratorem był Jerzy Mazur, biskup diecezjalny ełcki, a współkonsekratorami arcybiskup Salvatore Pennacchio, nuncjusz apostolski w Polsce, i Józef Górzyński, arcybiskup metropolita warmiński. Jako zawołanie biskupie przyjął słowa „Pax Christi” (Pokój Chrystusa). W kurii diecezjalnej pełnił funkcje wikariusza generalnego, moderatora kurii i przewodniczącego komisji ds. architektury i sztuki. Ponadto przydzielone mu zostały sprawy formacji stałej kapłanów z młodszych roczników święceń.
4 grudnia 2021 papież Franciszek przeniósł go na urząd arcybiskupa koadiutora archidiecezji katowickiej, który kanonicznie objął 15 grudnia 2021. 5 lutego 2022, w trakcie liturgicznej inauguracji posługi, został wikariuszem generalnym diecezji. 31 maja 2023, po przyjęciu przez papieża rezygnacji arcybiskupa Wiktora Skworca, został arcybiskupem metropolitą katowickim. Ingres do archikatedry Chrystusa Króla w Katowicach odbył 17 czerwca 2023. 29 czerwca 2023 w bazylice św. Piotra na Watykanie odebrał od papieża Franciszka paliusz, który został mu uroczyście nałożony 26 listopada 2023 w archikatedrze katowickiej przez arcybiskupa Antonia Guida Filipazziego, nuncjusza apostolskiego w Polsce.
24 października 2023 papież Franciszek mianował go administratorem apostolskim sede vacante diecezji sosnowieckiej. Funkcję tę pełnił do 8 maja 2024, kiedy diecezję kanonicznie objął nowy biskup diecezjalny Artur Ważny.
4 listopada 2024 papież Franciszek mianował go arcybiskupem metropolitą warszawskim. Do czasu kanonicznego objęcia archidiecezji warszawskiej został administratorem archidiecezji katowickiej. 14 grudnia 2024 objął kanonicznie archidiecezję warszawską i odbył ingres do bazyliki archikatedralnej św. Jana Chrzciciela w Warszawie. 29 czerwca 2025 w bazylice św. Piotra w Rzymie papież Leon XIV nałożył na niego paliusz.
8 marca 2025 papież Franciszek mianował go dodatkowo ordynariuszem wiernych Kościołów wschodnich w Polsce niemających ordynariusza własnego Kościoła sui iuris.
W ramach Konferencji Episkopatu Polski został w 2020 przewodniczącym Rady ds. Apostolstwa Świeckich, w 2021 członkiem Komisji ds. Polonii i Polaków za Granicą (następnie przemianowanej na Zespół przy Delegacie KEP ds. Duszpasterstwa Emigracji Polskiej), w 2022 delegatem ds. Ruchu Szensztackiego w Polsce, w 2023 delegatem ds. Apostolstwa Chorych i członkiem Rady Fundacji na Rzecz Wymiany Informacji Katolickiej oraz Rady Programowej KAI, a w 2024 członkiem Rady Stałej oraz Komisji Wspólnej Przedstawicieli Rządu RP i KEP.